# OncoTargets and Therapy
OncoTargets and Therapy, abgekürzt OncoTargets Ther., ist eine wissenschaftliche Fachzeitschrift, die vom Dove Medical-Verlag nach dem Open-Access-Modell  veröffentlicht wird. Die Zeitschrift erscheint derzeit mit zwölf Ausgaben im Jahr. Es werden Arbeiten aus allen Bereichen der medizinischen Onkologie veröffentlicht.
Der Impact Factor lag im Jahr 2015 bei 2,272. Nach der Statistik des ISI Web of Knowledge wird das Journal mit diesem Impact Factor in der Kategorie Biotechnologie & angewandte Mikrobiologie an 76. Stelle von 162 Zeitschriften und in der Kategorie Onkologie an 137. Stelle von 213 Zeitschriften geführt.